# Laurier (Washington)
Laurier az Amerikai Egyesült Államok északnyugati részén, Washington állam Ferry megyéjében, a kanadai határon elhelyezkedő statisztikai település. A 2010. évi népszámlálási adatok alapján 1 lakosa van.
Laurier postahivatala 1950 óta működik. A település nevét Kanada 1896 és 1911 között hivatalban lévő miniszterelnökéről, Sir Wilfrid Laurierről kapta. Laurierben található az Avey Field állami repülőtér, melynek futópályája átnyúlik Brit Columbiába.

## Éghajlat
| Hónap                         | Jan.  | Feb.  | Már.  | Ápr.  | Máj. | Jún. | Júl. | Aug. | Szep. | Okt.  | Nov.  | Dec.  | Év    |
| ----------------------------- | ----- | ----- | ----- | ----- | ---- | ---- | ---- | ---- | ----- | ----- | ----- | ----- | ----- |
| Rekord max. hőmérséklet (°C)  | 13,9  | 13,9  | 22,8  | 32,8  | 38,9 | 38,9 | 42,8 | 41,1 | 40,6  | 29,4  | 16,1  | 12,8  | 42,8  |
| Átlagos max. hőmérséklet (°C) | −0,6  | 3,9   | 10,6  | 16,7  | 21,7 | 26,1 | 29,4 | 28,9 | 22,8  | 13,9  | 5,0   | −0,6  | 14,9  |
| Átlagos min. hőmérséklet (°C) | −8,3  | −6,1  | −3,3  | 0,0   | 4,4  | 8,3  | 10,0 | 8,9  | 4,4   | 0,0   | −3,3  | −7,8  | 0,6   |
| Rekord min. hőmérséklet (°C)  | −35,6 | −34,4 | −25,0 | −12,2 | −8,9 | −1,7 | −1,1 | −0,6 | −7,8  | −13,9 | −25,6 | −35,6 | −35,6 |
| Átl. csapadékmennyiség (mm)   | 78    | 74    | 78    | 76    | 78   | 76   | 25   | 33   | 0     | 28    | 76    | 78    | 700   |
| Forrás: The Weather Channel   |       |       |       |       |      |      |      |      |       |       |       |       |       |

## Népesség
A 2010-es népszámláláskor a településnek egy lakója volt, egy 30–34 év közötti fehér és ázsiai származású nő. A helységben három lakóház található.

## Fordítás
Ez a szócikk részben vagy egészben  a   Laurier, Washington című angol Wikipédia-szócikk ezen változatának fordításán alapul.  Az eredeti cikk szerkesztőit annak laptörténete sorolja fel. Ez a jelzés csupán a megfogalmazás eredetét és a szerzői jogokat jelzi, nem szolgál a cikkben szereplő információk forrásmegjelöléseként.